# If These Trees Could Talk
If These Trees Could Talk (с англ. — «Если бы деревья могли говорить») — инструментальный пост-рок-коллектив из Акрона, штат Огайо, США.
Дебютный миниальбом вышел в 2006 году. В 2007 году лейбл The Mylene Sheath переиздал миниальбом на виниле и выпустил первый студийный альбом Above the Earth, Below the Sky в 2009 году. В 2012 году на Silence Records был выпущен альбом Red Forest, и группа отправилась в тур по Европе. Третий студийный альбом, The Bones of a Dying World, вышел в июне 2016 года на Metal Blade Records.

## Дискография
EP:
- 2006 — If These Trees Could Talk

Студийные альбомы:
- 2009 — Above the Earth, Below the Sky
- 2012 — Red Forest
- 2016 — The Bones of a Dying World